# Rudolf Pfisterer
Rudolf Pfisterer (* 28. März 1914 in Weinsberg; †  29. Oktober 2005 in Schwäbisch Hall) war ein deutscher Theologe, Publizist und Übersetzer.

## Leben und Wirken
Rudolf Pfisterer studierte von 1932 bis 1936  Evangelische Theologie an der Eberhard Karls Universität Tübingen, außerdem an den Universitäten Bonn und Königsberg. Nach seinen theologischen Dienstprüfungen und der Vikarszeit begann sein Dienst als Pfarrer der Evangelischen Landeskirche in Württemberg im Jahre 1941 in Gelbingen, einem Stadtteil von Schwäbisch Hall. Es folgte jedoch bald der Kriegsdienst im Zweiten Weltkrieg. Als Freiwilliger begab er sich zum Austausch eines Kollegen in die französische Kriegsgefangenschaft nach Montélimar, wo er in der Seelsorge tätig war. Die Begegnung dort mit französischen Christen und Juden ließ ihn zu einem starken Befürworter der deutsch-französischen Freundschaft und des Dialogs zwischen Christen und Juden werden. Diesen Themen widmete er sich fortan intensiv durch Korrespondenzen, Vorträge und Veröffentlichungen. Seit 1952 wirkte er bis zu seinem Ruhestand als Pfarrer an der Jugendstrafanstalt und Dekan im Strafvollzug in Schwäbisch Hall.
1963 verlieh ihm die Faculté Libre de Théologie Protestante de Paris die Ehrendoktorwürde eines Dr. theol. Im Jahre 1986 erhielt er vom Ministerpräsidenten des Landes Baden-Württemberg ehrenhalber den Professorentitel. Von der Landeshauptstadt Stuttgart erhielt er als Auszeichnung für sein Wirken für die deutsch-jüdische Zusammenarbeit die Otto-Hirsch-Medaille.
Pfisterer betätigte sich auch als Übersetzer aus dem Französischen. Besonders hervorzuheben ist die Übersetzung des umfangreichen Werkes von Léon Poliakov über die Geschichte des Antisemitismus.

## Veröffentlichungen (Auswahl)
Übersetzungen
- Roland de Pury: Hiob. Der Mensch im Aufruhr. Verlag der Buchhandlung des Erziehungsvereins, Neukirchen 1957.
- Georges Gusdorf u. a.: Wissenschaft und Glaube in der Mitte des zwanzigsten Jahrhunderts. Jugenddienst-Verlag, Wuppertal-Barmen 1958.
- Pierre Maury: Prädestination. Neukirchener Verlag, Neukirchen 1959.
- Roland de Pury: Der Exodus. Neukirchener Verlag, Neukirchen 1961.
- Jean-Michel Hornus: Politische Entscheidung in der alten Kirche. Kaiser, München 1963.
- Henri Ochsenbein: Gott braucht Menschen. Seelsorge oder Seelenführung. Christliche Verlags-Anstalt, Konstanz 1965.
- André Biéler: Kirchenbau und Gottesdienst. Neukirchener Verlag, Neukirchen 1965.
- François Bordes: Faustkeil und Mammut. Kindler, München 1968.
- Roland de Pury: Das Abenteuer der Freiheit. Sieben Meditationen über die Versuchung Jesu. Neukirchener Verlag, Neukirchen 1969.
- Léon Poliakov: Geschichte des Antisemitismus. Sieben Teile. Heintz, Worms/Athenäum, Frankfurt/M. 1977–1988, ISBN 3-610-00419-3.

Bücher
- Esra, Nehemia, Esther. Quell-Verlag, Stuttgart 1958.
- Daniel. Quell-Verlag, Stuttgart 1960.
- Juden – Christen, getrennt  – versöhnt. Schriftenmissions-Verlag, Gladbeck 1964 (4. Aufl. 1985, ISBN 3-7958-2328-5).
- Im Schatten des Kreuzes. Reich, Hamburg 1966.
- Von A bis Z. Quellen zu Fragen um Juden und Christen. Christenmissions-Verlag, Gladbeck 1971 (2. Aufl. 1985, ISBN 3-7958-8878-6).
- Zwischen Kasernenhof und Schlaraffenland. Erwägungen zum Strafvollzug. Schriftenmissions-Verlag, Gladbeck 1973, ISBN 3-7958-0253-9.
- Verantwortung. Informative Texte. Jüdisch-christlicher Dialog, Strafvollzug. Hänssler, Neuhausen-Stuttgart 1985, ISBN 3-7751-1001-1.
- Israel oder Palästina? Perspektiven aus Bibel und Geschichte. Brockhaus, Wuppertal 1992, ISBN 3-417-24124-3.
- Der vergessene Schatz. Stabile Währung für unseren Weg: das Glaubensbekenntnis. Verlag der Liebenzeller Mission, Bad Liebenzell 1994, ISBN 3-88002-538-X.
- Kompaß im Chaos. Die Zehn Gebote. Verlag der Liebenzeller Mission, Lahr 1998, ISBN 3-88002-655-6.
- Doch mitten in der Schreckenssymphonie dringt Gottes Ruf in deine Ohren. Kriegstagebuch von Rudolf Pfisterer 28. Jul 1944 bis 15. November 1944. Hrsg. von Karl Dieterich Pfisterer. coolLibri, Toulouse 2023.

Festschrift
- Günther Bernd Ginzel (Hrsg.): Scheidewege. Rudolf Pfisterer zum 70. Geburtstag. Ein Leben für den christlich-jüdischen Dialog. DKV, Der kleine Verl., Düsseldorf 1985, ISBN 3-924166-02-1.